# 国際連合コンゴ活動
国際連合コンゴ活動（こくさいれんごうコンゴかつどう、英語：United Nations Operation in the Congo）はコンゴ共和国（コンゴ・レオポルドヴィル、後のザイール・現在のコンゴ民主共和国）に展開した国際連合平和維持活動。国際連合安全保障理事会決議143に基づくものであり、コンゴ動乱に際しコンゴ民主共和国へ国際連合が軍事援助を行い、ベルギー軍を撤退させ、その他の傭兵などの軍事組織からのコンゴ共和国の独立と内戦の阻止を任務としていた。
1960年6月30日に独立したコンゴ共和国は、独立当初より政情不安定であった。ベルギー領コンゴには治安武装組織として公安軍が編成されていたが、これは士官のほとんどがベルギー人であった。ベルギーは、独立にあたり士官養成や援助を行なわなかったため、独立直後には公安軍の指揮が麻痺する事態となった。この事態により、7月5日には公安軍兵士は現地在住白人を襲撃するようになった。これを見たベルギー政府は自国民保護を理由に軍事介入を決意し、コンゴ共和国の要所を制圧した。これに呼応して、ベルギーの支持を受けたカタンガ州がモイーズ・チョンベの指導の下、7月11日に分離独立を宣言してカタンガ国が成立した。
これらの動きに反発したコンゴ共和国首相のパトリス・ルムンバは7月12日に国際連合へ支援を要請した。これに応え、国際連合安全保障理事会は7月14日に安保理決議143を採択した。決議143では、ベルギー軍のコンゴ共和国からの撤退を求め、コンゴ国軍が治安維持を行なえるようなるまでコンゴ共和国と協議の上、各国から軍事援助を行なえる手段を取ることを国際連合事務総長に求めた。ヨーロッパとアフリカを中心に兵力が要請され、順次コンゴ共和国へと投入、国連軍（コンゴ国連軍とも呼ばれる）が編成された。この動きは決議145でも確認された。ベルギー軍はコンゴ共和国から順次「撤退」を開始し、国連軍に交代し、カタンガ国内へも独立問題へ関与しないことを条件に進駐した。
1961年に入ると、カタンガ国政府は豊富な鉱物資源による経済力と一部西側勢力による支援を受け、ベルギー人将校を中心とした傭兵を雇い入れ武力を強化してきた。これらはカタンガ憲兵隊 (Katangan gendarmerie) として組織された。他にも中央政府に反発する勢力があり、コンゴ国内は四分五裂となっていた。1961年1月にルムンバが殺害されると、国際世論はルムンバ派の支持に動き、1961年2月21日の決議161は、内戦停止のための適当な措置を直ちに取ることを求め、外国軍や傭兵勢力のコンゴ共和国国内からの撤退を求めた。国連軍も増強され、1961年7月には兵力約2万名まで増強された。8月に国連軍はランパンチ作戦を実施し、カタンガ憲兵隊を武装解除し、外国人傭兵を逮捕・国外追放にした。9月に実施したカタンガ国政府幹部の逮捕を目指すモーソー作戦 (Operation Morthor) はカタンガ側が警戒していたこともあり、失敗に終わった。カタンガ側は航空兵力により、アイルランド部隊を包囲するなど国連軍は苦戦した。9月17日には、調停活動中の国際連合事務総長のダグ・ハマーショルドが北ローデシアにて飛行機事故で死亡している。12月に入り、国連軍はカタンガ憲兵隊へ再度攻勢を掛けた。スウェーデンの戦闘機部隊の支援を受けた国連軍は、カタンガ憲兵隊へ打撃を与えることに成功した。1962年中は政治交渉が続けられたが、12月から1963年1月にかけて国連軍が攻勢を実施、カタンガの要所を占拠し、チョンベは亡命し、カタンガ憲兵隊は崩壊した。コンゴ動乱は一時収束した。
ONUC/国連軍は1963年2月から順次撤退を開始した。コンゴ政府が駐留を望んだことにより、完全撤退は1964年6月30日のこととなった。ONUCは兵員245名、文民スタッフ5名の犠牲者を出している。